# 건산천
건산천(亁山川)은 전북특별자치도 덕진구 인후동에서 발원하여 전북특별자치도 덕진구 진북동에서 전주천으로 유입되는 전북특별자치도의 하천이다. 하천 연장은 5.34km이며, 유역면적은 10.37km2이다. 대부분의 구간이 복개되어 주차장이나 도로 등으로 사용되고 있다. 생활하수의 유입으로 오염되어 생태하천 복원사업이 진행중이다.